# Kamienica Pod Złotym Wieńcem we Wrocławiu
Kamienica Pod Złotym Wieńcem – zabytkowa kamienica mieszczańska znajdująca się przy ulicy Kazimierza Wielkiego we Wrocławiu.

## Historia posesji i kamienicy
Kamienica Pod Złotym Wieńcem jest jedną z sześciu zachowanych kamienic stanowiących jeszcze na początku lat 70. XX wieku część zabudowy dawnej ulicy Złote Koło. Ulica została częściowo zniszczona podczas działań wojennych w 1945 roku, a ostatecznie w 1975 roku podczas budowy staromiejskiej obwodnicy tzw. Trasy W-Z, czyli ulicy Kazimierza Wielkiego. Była zabudowana głównie wąskimi szczytowymi kamienicami. Od XVIII wieku zamieszkiwała je głównie ludność żydowska. Ocalałe kamienice zostały włączone do ul. Kazimierza Wielkiego pod numery od 9 do 17.
W latach 20. XX wieku w kamienicy znajdowała się restauracja Fleischmanna

## Opis architektoniczny
Kamienica Pod Złotym Wieńcem to najstarsza zachowana kamienica w całym zespole budynków. Pierwotnie była to trzyosiowa, trzytraktowa, trzykondygnacyjna a po przebudowie czterokondygnacyjna kamienica, z zachowanym dwukondygnacyjnym renesansowym szczytem datowanym na początek XVII wieku. W 1675 roku elewacja kamienicy została przebudowana; elewacji nadano wówczas barokowe formy. Pod środkowym oknem pierwszej kondygnacji umieszczony jest wieniec, godło domu.

## Po 1945 roku
W latach 1972–1977 kamienica została wyremontowana na potrzeby wrocławskich Cechów Rzemieślniczych; dodano jedną kondygnację a obniżono o jedną kondygnację szczyt;, wnętrze zostało zupełnie przebudowane i dostosowane do potrzeb najemcy. Projekt przebudowy wykonał T. Lipiński. 